# Герб комуни Скуруп
Герб комуни Скуруп (швед. Skurups kommunvapen) — символ шведської адміністративно-територіальної одиниці місцевого самоврядування комуни Скуруп. 

## Історія
Проєкт герба розробив художник Естен Нільссон. 
Герб комуни офіційно зареєстровано 1987 року.

## Опис (блазон)
У срібному полі зелений явір з корінням, під ним  — три такі ж круги, один над двома.

## Зміст
Сюжет герба з трьома кулями походить з печатки гераду (територіальної сотні) Вемменгег з XVI століття. Явір знаходиться на вершині місцевого природного заповідника «Ціммерманс баке».    